# Villeneuve-d'Ascq
Villeneuve-d'Ascq är en kommun i departementet Nord i regionen Hauts-de-France i norra Frankrike. Kommunen är chef-lieu över 2 kantoner som tillhör arrondissementet Lille. År 2022 hade Villeneuve-d'Ascq 62 342 invånare. Kommunen är huvudort i departementet Nord och var även huvudort i den tidigare regionen Nord-Pas-de-Calais.

## Befolkningsutveckling
Antalet invånare i kommunen Villeneuve-d'Ascq
| Referens: INSEE |